# Stora Sjöfallet
Stora Sjöfallet este o arie protejată (arie specială de conservare — SAC, sit de importanță comunitară — SCI) din Suedia întinsă pe o suprafață de 127.993,3 ha, integral pe uscat.

## Localizare
Centrul sitului Stora Sjöfallet este situat la coordonatele 67°34′01″N 17°59′37″E / 67.5669°N 17.9937°E.

## Înființare
Situl Stora Sjöfallet a fost declarat sit de importanță comunitară în decembrie 1995 pentru a proteja 2 specii de plante și 4 specii de animale. Situl a fost protejat și ca arie specială de conservare în decembrie 2009.

## Biodiversitate
Situată în ecoregiunea alpină, aria protejată conține 16 habitate naturale: Păduri nordice subalpine/subarctice cu Betula pubescens ssp. czerepanovii, Grohotișuri calcaroase și de șisturi calcaroase de la nivelul montan până la nivelul alpin (Thlaspietea rotundifolii), Formațiuni pioniere alpine de Caricion bicoloris-atrofuscae, Ghețari permanenți, Tufărișuri subarctice cu Salix spp., Taiga vestică, Mlaștini turboase de tranziție și turbării mișcătoare, Pajiști alpine și subalpine calcaroase, Turbării Palsa, Izvoare fino-scandinave și mlaștini produse de izvoare bogate în minerale, Râuri de munte și vegetația erbacee de pe malurile acestora, Ape stătătoare oligotrofe până la mezotrofe, cu vegetație de Littorelletea uniflorae și/sau de Isoëto-Nanojuncetea, Liziere de ierburi înalte hidrofile de câmpie și de nivel montan până la alpin, Pajiști boreale și alpine pe substrat silicios, Pajiști alpine și boreale, Pante stâncoase silicioase cu vegetație casmofită.
La baza desemnării sitului se află mai multe specii protejate:
- plante (2): Papaver radicatum subsp. hyperboreum, Ranunculus lapponicus
- mamifere (4): vulpe polară (Alopex lagopus), gluton (Gulo gulo), vidră de râu (Lutra lutra), râs eurasiatic (Lynx lynx)